# 이금주 (치어리더)
이금주(2000년 5월 16일 ~ )는 대한민국의 치어리더이다.

## 경력
- 2022년 ~ kt wiz
- 2022년 ~ 수원 kt 소닉붐
- 2021년 ~ 2022년 서울 삼성 썬더스